# The Oddball Couple
The Oddball Couple (no Brasil Beleza e Dureza) é um desenho de animação, criado pelos estúdios DePatie-Freleng Enterprises. Estreou nos EUA em 6 de setembro de 1975.
É a história de um gato (Spiffy), ordeiro e educado, que vive junto com um cachorro (Fleabag), extremamente bagunceiro e atrapalhado.

## Lista de episódios
nomes originais (em inglês)
1. Spiffy's Man Friday
2. Who's Zoo?
3. A Day at The Beach
4. Fleabag's Mother
5. Spiffy's Nephew
6. To Heir is Human
7. A Royal Mixup
8. Paper Airplane
9. The Bighouse And Garden
10. The Talking Planet
11. Family Album
12. Hotel Boo-More
13. Irish Luck
14. Who's Afraid Of Virginia Werewolf?
15. Dive Dummers
16. Do Or Diet
17. Klondike Oil Kaper
18. Old Bugeyes is Back
19. Mugsy Bagel
20. TV Or Not TV
21. Ali Kat
22. The Joker's Wild
23. Cinderbag
24. Momma Fleabag
25. Do It Yourself, Fleabag
26. Roman Daze
27. Fleabag's Submarine
28. Foreign Legion
29. Bats In The Belfry
30. Superhound
31. Jungle Bungle
32. Talent Scouts

## Ficha técnica
- Distribuição: United Artists
- Direção: Gerry Chiniquy, Robert McKimson, Lew Marshall
- Produção: David H. DePatie e Friz Freleng
- Animação: Norm McCabe, Bob Matz, Virgil Ross, Bob Bemiller, Bob Richardson, Jim Davis, Nelson Shin, Bill Numes, Don Williams, Joel Seibel, Bob Bransford, John Freeman, Bill Carney, Warren Batchelder
- Roteirista: Bob Ogle, Joel Kane, David Detiege, Earl Kress, John W. Dunn
- Data de estréia: 6 de setembro de 1975
- Colorido

## Dubladores

### Nos Estados Unidos
- Spiffy: Frank Nelson
- Fleabag: Paul Winchell
- Goldie: Joan Gerber